# 大苗山羊蹄甲
大苗山羊蹄甲（学名：Bauhinia damiaoshanensis）是豆科羊蹄甲属的植物，是中国的特有植物。分布在中国大陆的广西等地，目前尚未由人工引种栽培。

## 别名
飞蛾藤（广西大苗山）